# Aloe flavispina
Aloe flavispina é uma espécie de liliopsida do gênero Aloe, pertencente à família Asphodelaceae.